# قصص من المغرب
قصص من المغرب هي مجموعة قصصية لصاحبها الكاتب والقْاَصْ المغربي أحمد عبد السلام البقالي، وهي أول إصدار له نشرت في القاهرة عام 1957م عن مطبعة «المطبعة العالمية»، أصدرها عندما كان طالباً في القاهرة.

## نبذة عن الكتاب
يأتي إصدار الكتاب في فترة ما بعد استقلال المغرب مباشرة (مارس 1956)، وما تَلا ذلك من صحوة وطنية ونهضة ثقافية في البلاد. والافت أن المؤلف حرص في عنوانه على إبراز كلمة «المغرب»، مما يدلّ على وعيه الوطني ورغبته في التأكيد على استقلالية الأدب المغربي وتحرره من «التأثير المشرقي» كما أشار النقاد. لقيت هذه المجموعة اهتماماً كونه عمله القصصي الأول، إذ صنفت أن لها مكانة خاصة ضمن نتاجه الإبداعي. وتبع *«قصص من المغرب»* مجموعتان قصصيتان لاحقتان، هما *«الفجر الكاذب»* (1966) و«يد المحبة»(1973). كما عُرف اهتمام البقالي باللأدب الشعبي وأدب الأطفال في المغرب، وقد تُرجمت بعض أعماله إلى لغات أجنبية عديدة مثل الإسبانية والإنجليزية والفرنسية وغيرها.

## الشخصيات
تضمّ المجموعة عدة قصص قصيرة، وأكثرها شهرة هي قصة «روّاد المجهول». ولعل أبرز الشخصيات فيها: **حسن** وهو فتى نشأ في مدينة أصيلة يتطلع إلى العلم والحداثة؛ و**سيّ الغزواني** المعلم التقليدي في المسيد (مدرسة لتحفيظ القرآن) المُتشدّد على العادات القديمة؛ و**والد حسن** ممثلاً للجيل القديم المتمسك بالتقاليد؛ فضلاً عن والدته وأخواته اللاتي تظهرن في مشاهد درامية في القصة. يبرز في الرواية كذلك أصدقاء حسن وأقرانه في المسيد، الذين يتعاطفون معه في مواجهته للتقليد. هذه الشخصيات تتفاعل فيما بينها داخل إطار صراع جيلين: جيل الأبناء (حسن ورفاقه) وجيل الآباء (سيّ الغزواني ووالد حسن).

## التحليل الأدبي
يصوّر البقالي في *«روّاد المجهول»* صراعاً بين قيمتين متضادتين: قيم الحداثة (تمثلت في تعليم العلوم العصرية واللغات) وقيم التقليد الجامد (المتمثلة في وجهات نظر السيّد الغزواني ووالد حسن). وتظهر هذه الصياغة في أسلوب الكاتب السردي المباشر والواضح، إذ يستخدم فصيحاً سلساً ومفردات عميقة غنية بالتراكيب والتعبيرات السياقية. يحرص البقالي على توظيف البيئة المغربية المحلية – من مدن أصيلة والرباط والريف – والعبارات والمعتقدات الشعبية (كأسطورة عيشة قنديشة) ليغنّي السرد بواقعية ثقافية.ومن الناحية البنيوية، تشتمل القصة على سرد متتابع ترتكز أحداثه على تطور شخصية حسن. يبدأ النص بصورة مجازية لانسياب «نهر التطور» الذي يُقابله سدّ من العادات المتكلسة، مما يلقي الضوء على الموضوع المركزي للتغيّر الاجتماعي. يستخدم الكاتب تقنيات تصويرية قوية، لا سيما التشبيه البليغ، ليُعبر عن انفعالات الشخصيات ويؤثر في القارئ. فمثلاً، يوصف غضب السيّد الغزواني حين يرى شعر حسن المستحدث بالمقاربات المكثفة، وتصيح الأمّ بكاءً على ابنها المضرّب «كأنّما هنّ في مأتم»، في حين يُشبّه الأبُّ نفسه بأنفاس «كالكلب» المتعطش. هذه الصور الأدبية ليست للتزيين فقط، بل تهدف إلى إثارة مشاعر القارئ (الاشمئزاز تجاه المعذب والقسوة، والأسى تجاه الضحية) وتوجيه موقفه نحو التعاطف مع قيم حسن الجديدة.أما من حيث الموضوعات، تبرز القصة الاهتمام بالتعليم ودوره في تحرير الفكر وتحقيق التقدم. ففي نهاية الرواية يلوح الضمير الحداثي بهزيمة التقاليد المتخلّفة، وتختتم القصة برحيل حسن إلى طنجة ثم إلى أمريكا، وكأنه يودّع «عبودية» القيم القديمة بكلمة «وداعاً أيتها العبودية!». هذا الوداع يرمز إلى انعتاق روح الفتى من قيود الماضي ومحاولة الانخراط في الفضاء الأوسع لثقافة العصر.

## النقد الأدبي
تناولت الدراسات النقاشية المجموعة بوجهات نظر متباينة. فمن جهة، يرى بعض النقاد أن *«قصص من المغرب»* تميل إلى خطاب «انكفاء على الذات الاجتماعية» يشبه الهروب إلى الماضي المليء بالخرافات، وتهدئة حدة الحاضر مما يدل على قصور الوعي الاجتماعي في وظيفته النضالية آنذاك. وبعبارة أخرى انتقد هؤلاء النقاد انعزالية النص ووصفوها بأنها تنمُّ عن هشاشة في استثمار العمل الأدبي كأداة مقاومة للظروف الاستعمارية.في المقابل، دافع النقاد الآخرون عن رؤية أكثر إيجابية لأهداف الكاتب. في دراسة أحد الباحثين النقديين أكّد أن ما طرحه البقالي من أوجه القصور ليس «انكفاءً مرضياً»، بل هو انتقاد ذاتي ضروري يُمهّد لتغيير حقيقي، قائلاً إن تحرير البلاد لا يكون إلا بتحرر الأفكار والعواطف مسبقاً. من هذا المنظور، تقدّم المجموعة مقاربة تنويرية داخلية تعكس قناعة مفادها أن إصلاح الذات ومواجهة عاداتها قد يكونان مدخلاً للانتفاض على الاستعمار لاحقاً.كم تؤكد غالبية الدراسات المعاصرة على أثر المجموعة في الأدب المغربي الحديث. فقد وصفها يحيى بن الوليد بأنها *«نص آسر وفاتن»* له القدرة على إشراك الأجيال في قضيته، مستشهداً بتناول القصة لحسن بطلها الذي «ضحّى بالمغرب من أجل الاحتماء في حضن الغرب». وقد لاحظ هذا الناقد أن أجيالاً بأكملها قرأت العمل بل وتفاعلوا معه حتى «التهموه» من شدة الاستمتاع به، مما يشير إلى شهرة القصة وانتشارها بين القراء.

## الترجمات والتأثيرات اللاحقة
جدير بالملاحظة أن أعمال البقالي العامة حازت اهتماماً دولياً، إذ ترجم بعضها إلى لغات عدة كالإسبانية والإنجليزية والروسية وغيرها. أما التأثيرات الأدبية في الأدب المغربي فقد لاحظ بعض الباحثين استمرار صدى موضوعات وشكل العنوان ذاته. فعلى سبيل المثال أصدرت الكاتبة ليلى أبو زيد في 2011 مجموعة قصصية بعنوان «الغريب وقصص من المغرب» (المركز الثقافي العربي، الدار البيضاء)، مما يدلّ على استمرار اهتمام الأدباء المغاربة بقضايا الهوية والموروث الشعبي ذاتها التي طرحتها أعمال الجيل الأول.

## قائمة المراجع
1. ↑  البقالي، أحمد عبد السلام. *قصص من المغرب*. المطبعة العالمية، القاهرة، 1957.
2. ↑  بن الوليد، يحيى. “في رحيل الكاتب المغربي أحمد عبد السلام البقالي: نخلة أصيلا”. **القدس العربي**، 11 أغسطس 2010.
3. ↑  ربطة أدباء الشام. “الأديب المغربي أحمد عبد السلام البقالي” (مقالة تعريفية).
4. 1 2 3  بن الوليد، يحيى. المصدر نفسه.
5. ↑  مؤسسة هنداوي. *فن القصة القصيرة بالمغرب: في النشأة والتطور والاتجاهات*، الجزء العاشر.
6. ↑  مؤسسة هنداوي، المصدر نفسه.
7. ↑  عبد السلام البقالي. **السيرة الذاتية** (جائزة كتارا للرواية العربية).
8. ↑  الناصري، أبو الخير. “وظيفة التشبيه في قصة «روّاد المجهول»”. **بيان اليوم**، 11 نوفمبر 2011.
9. 1 2 3 4 5 6  الناصري، المصدر نفسه.
10. ↑  ربطة أدباء الشام. المصدر نفسه.
11. ↑  البيان اليوم (مغرس). “النقاد والنص: وجهات نظر حول *قصص من المغرب*”.
12. 1 2  البيان اليوم (مغرس)، المصدر نفسه.
13. ↑  عبد السلام البقالي. **السيرة الذاتية**.
14. ↑  أبو زيد، ليلى. *الغريب وقصص من المغرب*. المركز الثقافي العربي، الدار البيضاء، 2011.